# EditGrid
EditGrid était une application web de tableur développé par Team and Concepts, une société de Hong Kong.  
La première version bêta publique est sortie le 7 avril 2006.
Il est disponible dans 8 langues : anglais, espagnol, français, allemand, portugais (brésilien), japonais, chinois simplifié et chinois traditionnel.
EditGrid est fondé sur des produits open source: Catalyst (framework Perl) pour l'interface web, et Gnumeric comme moteur de calcul. L'interface utilisateur repose sur la technique Ajax.
L'application a été retirée d'internet le 1er mai 2014.